# Västerdalälven
Der Västerdalälven ist ein nordschwedischer Fluss, der vom Skandinavischen Gebirge in Richtung Ostsee fließt. 

## Geographie
Er entsteht im nordwestlichen Dalarna nahe der norwegischen Grenze nördlich von Sälen durch den Zusammenfluss des Görälven (norwegisch Ljøra) und des Fuluälven (auch Fulan). Am Oberlauf gibt es einige Seen und künstliche Stauungen. Der Västerdalälven hat eine Länge von etwa 235 Kilometern. 
Bei Djurås fließen der Västerdalälven und der Österdalälven zusammen und bilden den Fluss Dalälven.